# 11554 Asios
11554 Asios (1993 BZ12) là một thiên thể Troia của Sao Mộc, trong nhóm Troia, được phát hiện vào ngày 22 tháng 1 năm 1993 bởi E. W. Elst tại viện thiên văn European Southern.

## Link ngoài
- JPL Small-Body Database Browser ngày 11554 Asios